# Jalālābād (ort i Indien, Uttar Pradesh)
Jalālābād är en ort i Indien.   Den ligger i distriktet Shāhjahānpur och delstaten Uttar Pradesh, i den norra delen av landet, 260 km öster om huvudstaden New Delhi. Jalālābād ligger 154 meter över havet och antalet invånare är 35 051.
Terrängen runt Jalālābād är mycket platt. Runt Jalālābād är det tätbefolkat, med 493 invånare per kvadratkilometer. Jalālābād är det största samhället i trakten. Trakten runt Jalālābād består till största delen av jordbruksmark.